# Caid
Caid (de l'àrab qàïd, plural quwwad) és un terme àrab poc precís que designa un cap militar que pot anar de capità a general. Seria l'equivalent del llatí dux en el seu primer sentit d'aquest terme.
A l'Àndalus el caid era el general o el comandant en cap de l'exèrcit de terra. A la marina el qàïd al-ustul era equivalent a almirall, però Ibn Khaldun fa notar que el nom es va perdre i substituir per al-miland, agafat del català almirall; el qàïd al-asafil era el gran almirall.
Al Marroc el caid era el general; després fou el títol dels caps de tribu (també baixà) amb algun qàïd raha dependent, un oficial que manava 500 homes, i algun qàïd mia, oficial que manava 100 homes. Les grans ciutats tenien un qàïd al-madina o qàïd al-qassaba (o hàkim, de vegades) com a governador militar. Sota els alauites els caids (qàïd al-màixwar) s'ocupaven dels afers exteriors del palau.